# Golf Club de Louvain-La-Neuve
Golf Club de Louvain-La-Neuve is een Belgische golfclub bij de stad Louvain-la-Neuve in Waals-Brabant. 

## Geschiedenis
De club werd gesticht door Zvonimir Rechter in 1988, die oorspronkelijk de naam "University Golf Club" wilde geven. Echter, de Université catholique de Louvain (UCL) ging hier niet mee akkoord. In 1994 nam zijn zoon, Branimir Rechter, de leiding over als voorzitter, op slechts 23-jarige leeftijd, waarmee hij toen een van de jongste voorzitters was van een Belgische golfclub.
De 18-holes golfbaan is ontworpen door de Nederlandse golfbaanarchitect Joan Dudok van Heel. 
In 2025 werd op een aantal holes een nieuw drainsysteem aangelegd, wat bijdraagt aan de verdere optimalisatie van de baan.

## De baan
De golfbaan is een 18-holes par 72 baan, die zich uitstrekt over een lengte van 6.119 meter. De baan is ruim opgezet, ligt op een licht glooiend terrein en bevat enkele strategisch geplaatste waterhindernissen. Er zijn meer dan 60 bunkers langs de fairways en rond de grote, complexe greens, wat precisie vereist bij het spelen.
Het baanrecord staat op naam van Nicolas Colsaerts en Stéphane Delcour, met een indrukwekkende ronde van 66 slagen (-6).

### Oefeninfrastructuur
De drivingrange heeft 16 overdekte en 40 niet overdekte plaatsen. Er zijn ook vier oefenholes, een chipping green en een putting green.